# Hygrotus semivittatus
Hygrotus semivittatus är en skalbaggsart som först beskrevs av Henry Clinton Fall 1919.  Hygrotus semivittatus ingår i släktet Hygrotus och familjen dykare. Inga underarter finns listade i Catalogue of Life.